# Ramburelles
Ramburelles é uma comuna francesa na região administrativa de Altos da França, no departamento de Somme. Estende-se por uma área de 4,59 km². Em 2010 a comuna tinha 282 habitantes (densidade: 61,4 hab./km²).